# フラワー・トラベリン・バンド
フラワー・トラベリン・バンド（Flower Travellin' Band）は、1970年にデビューした日本のロックバンド。

## 来歴

### 結成から解散まで
内田裕也とザ・フラワーズがメンバー交代で元4.9.1（フォー・ナイン・エース）のジョー山中（ボーカル）、元ビーバーズの石間秀樹（ギター）、元ザ・タックスマンの上月ジュン（現小林ジュン、ベース）、和田ジョージ（ドラムス）4人による体制になり1970年2月に改名し再出発。内田裕也はプロデュースを担当し、日本コロムビアから日野皓正・クインテットとシングル「Crash」を発表したあと10月に日本フォノグラムでアルバム『Anywhere』を発表。同年に開かれた大阪万国博覧会の出演中に知り合ったカナダのロックバンド、ライトハウスに見出されメンバーはカナダへ渡る。地元でライブ活動を重ね評価を上げた彼らはアメリカのアトランティック・レコードと契約し4月にアルバム『SATORI』をアメリカとカナダで発売（日本はワーナー・パイオニアから）。同アルバムと、シングル・カットされた「SATORI Part2」がカナダのチャートに入る。また、ライトハウス、ELP、ドクター・ジョンなどのミュージシャンと競演ライブも行った。
1972年3月の帰国後、篠原信彦（キーボード、ex.ハプニングス・フォー）がサポートメンバーとしてバンドに参加。全国縦断コンサートを行い、さらに1973年1月に来日するローリング・ストーンズの前座を務める予定だったが、来日は中止になり大きなチャンスを逸してしまう。1973年2月、アルバム『Make Up』を発表。同年4月、京都円山公園音楽堂で行われたコンサートを最後に解散する。
解散後、石間と篠原は新六文銭の元メンバーらと共にトランザムを結成、他のメンバーはソロで音楽活動を続けたが、上月ジュンは後にカナダで事業家に転じた。

### 再始動
2007年11月25日付けで、オリジナル・メンバーによる再始動が山中の公式サイト上で発表された。2008年には新アルバムのリリースとコンサート活動が行われた。今回の再結成では、篠原信彦が改めて正式メンバーとして迎えられている。
フジ・ロック・フェスティバル08に参加し、9月にアルバム『We are here』が発売、併せて全国7か所でアルバムツアーが行われた。海外では、今でも評価が高く、2008年11月にニューヨーク公演、12月にカナダ公演を行った。
2011年8月7日に山中がガンにより死去したが、活動は続けられている。

## 音楽的な特徴
内田裕也のアイディアにより全曲英語の歌詞で歌い東洋的な旋律をモチーフとして独自の音楽性を確立した。当時の音楽業界ではロックを日本語で歌うか英語で歌うかの論争（日本語ロック論争）があったが、内田は英語で歌うことを決断した。
東洋的な旋律の上に乗る山中のハイトーン・ヴォーカルと石間のスライド・ギターを駆使した「SATORI」は高い演奏力とあいまって無国籍的な一種独特の世界を展開している。

## 評価
カナダで成功を収めた彼らは海外進出の先駆的な存在となった。しかし当時の日本ではフォークソングが全盛を極めており高い演奏力と独自の音楽性を持つ彼らをもってしても大きな成功を収めることはできなかった。
1977年、日立のテレビのCMソングに彼らの曲が採用され再び注目が集まった。
また、デヴィッド・ボウイも彼らを高く評価しており、活動の拠点をニューヨークに移すことを強く勧めていたと言われるが、既にバンドの解散が決まっていたので立ち消えとなった。
日本のヘヴィメタル・バンドOutrageのアルバム『Black Clouds』（1988年）で、「Slowly But Surely」（『Make Up』収録曲）がカヴァーされた。
2000年には、UNITED、ザ・サーフコースターズなどによるトリビュート盤『フラワー・トラベリン・バンド・トリビュート』がリリースされている。2002年には、三池崇史監督の映画『実録・安藤昇侠道伝 烈火』で、『SATORI』がサウンドトラックとして用いられた。
また、イギリスのミュージシャンであるジュリアン・コープ (en) が2007年に執筆した、日本のロック史の研究書『ジャップロックサンプラー』でも、日本のロックンロール・バンドの最高峰として位置づけられている。

## メンバー

### 現メンバー
- 石間秀樹 - ギター、シタール、シターラ
- 上月ジュン - ベース
- 和田ジョージ - ドラムス
- 篠原信彦 - キーボード

### 元メンバー
- 千葉ひろし - ボーカル
- 中村健人 - ボーカル
- 麻生レミ - ボーカル、ギター
- 小林勝彦 - スティール・ギター
- 橋本健 - ベース
- 内田裕也 - コーラス、パーカッション、プロデュース
- ジョー山中 - ボーカル、ハーモニカ

## 作品

### シングル
- KAMIKAZE／天国と地獄　Heaven and hell（ワーナー・パイオニア／ATLANTIC、P-1100A）
- Make Up／SHADOWS OF LOST DAYS（1973年、ワーナー・パイオニア／ATLANTIC、P-169A）
- Woman Shadows of Lost Days ウーマン・失われた日々の影／SATORI Part2（1973年、ワーナー・パイオニア／ATLANTIC、P-1407A）

### アルバム
- 『Anywhere』（1970年10月21日）
- 『SATORI』（1971年4月25日）
- 『Made In Japan』（1972年2月10日）
- 『Make Up』（1973年2月25日）
- 『The Times』（1975年10月）
- 『We are here』（2008年9月）